# Mahdi Houssein Mahabeh
Mahdi Houssein Mahabeh (ur. 20 grudnia 1995 w Dżibuti) – dżibutyjski piłkarz grający na pozycji napastnika w klubie AS Ali Sabieh Djibouti Télécom.

## Kariera klubowa

### AS Ali Sabieh Djibouti Télécom
Mahabeh rozegrał dwa mecze w Afrykańskiej Lidze Mistrzów. Były to spotkania przeciwko Jimma Aba Jifar FC. W drugim z nich, 4 grudnia 2018, strzelił bramkę. W sezonie 2019/2020 zdobył on wicemistrzostwo z tym zespołem.

## Kariera reprezentacyjna

### Dżibuti
Mahabeh zadebiutował dla reprezentacji Dżibuti 3 czerwca 2016 w meczu z Tunezją. Pierwszą bramkę zawodnik ten zdobył 4 sierpnia 2019 w przegranym 4:3 spotkaniu przeciwko Etiopii. 4 września 2019 strzelił gola w meczu eliminacji do Mistrzostw Świata 2022 przeciwko Eswatini (wyg. 2:1). Zdobył bramkę w spotkaniu z Gambią (13 października 2019) w ramach kwalifikacji do Pucharu Narodów 2021. W meczu Pucharu CECAFA 2019 przeciwko Burundi (wyg. 2:1) strzelił 2 gole.

## Statystyki

### Klubowe
(aktualne na dzień 4 sierpnia 2022)
| Klub                           | Sezon              | Liga                    | Liga  | Liga   | Puchar kraju | Puchar kraju | Kontynent | Kontynent | Suma  | Suma   |
| Klub                           | Sezon              | Liga                    | Mecze | Bramki | Mecze        | Bramki       | Mecze     | Bramki    | Mecze | Bramki |
| ------------------------------ | ------------------ | ----------------------- | ----- | ------ | ------------ | ------------ | --------- | --------- | ----- | ------ |
| AS Ali Sabieh Djibouti Télécom | 2018/19            | Djibouti Premier League | ?     | ?      | ?            | ?            | 2         | 1         | ?     | ?      |
| AS Ali Sabieh Djibouti Télécom | 2019/20            | Djibouti Premier League | ?     | ?      | ?            | ?            | –         | –         | ?     | ?      |
| AS Ali Sabieh Djibouti Télécom | 2020/21            | Djibouti Premier League | ?     | ?      | ?            | ?            | –         | –         | ?     | ?      |
| AS Ali Sabieh Djibouti Télécom | 2021/22            | Djibouti Premier League | ?     | ?      | ?            | ?            | –         | –         | ?     | ?      |
| AS Ali Sabieh Djibouti Télécom | 2022/23            | Djibouti Premier League | 0     | 0      | 0            | 0            | –         | –         | 0     | 0      |
| AS Ali Sabieh Djibouti Télécom | Ogólnie            | Ogólnie                 | ?     | ?      | ?            | ?            | 2         | 1         | ?     | ?      |
| Ogólnie w karierze             | Ogólnie w karierze | Ogólnie w karierze      | ?     | ?      | ?            | ?            | 2         | 1         | ?     | ?      |

### Reprezentacyjne
| Reprezentacja | Rok     | Mecze | Bramki |
| ------------- | ------- | ----- | ------ |
| Dżibuti       | 2016    | 2     | 0      |
| Dżibuti       | 2017    | 1     | 0      |
| Dżibuti       | 2019    | 11    | 6      |
| Dżibuti       | 2021    | 6     | 0      |
| Dżibuti       | 2022    | 2     | 0      |
| Ogólnie       | Ogólnie | 22    | 6      |

| Mecze i gole w reprezentacji | Mecze i gole w reprezentacji | Mecze i gole w reprezentacji | Mecze i gole w reprezentacji | Mecze i gole w reprezentacji | Mecze i gole w reprezentacji | Mecze i gole w reprezentacji | Mecze i gole w reprezentacji                    |
| Dżibuti                      | Dżibuti                      | Dżibuti                      | Dżibuti                      | Dżibuti                      | Dżibuti                      | Dżibuti                      | Dżibuti                                         |
| Lp.                          | Data                         | Miejsce                      | Gospodarz                    | Gość                         | Wynik                        | Gol                          | Rozgrywki                                       |
| ---------------------------- | ---------------------------- | ---------------------------- | ---------------------------- | ---------------------------- | ---------------------------- | ---------------------------- | ----------------------------------------------- |
| 1.                           | 03.06.2016                   | Dżibuti                      | Dżibuti                      | Tunezja                      | 0:3                          |                              | Puchar Narodów Afryki 2017 – kwalifikacje       |
| 2.                           | 04.09.2016                   | Lomé                         | Togo                         | Dżibuti                      | 5:0                          |                              | Puchar Narodów Afryki 2017 – kwalifikacje       |
| 3.                           | 11.03.2017                   | Bużumbura                    | Burundi                      | Dżibuti                      | 7:0                          |                              | Mecz towarzyski                                 |
| 4.                           | 26.07.2019                   | Dżibuti                      | Dżibuti                      | Etiopia                      | 0:1                          |                              | Mistrzostwa Narodów Afryki 2020                 |
| 5.                           | 08.04.2019                   | Dire Daua                    | Etiopia                      | Dżibuti                      | 4:3                          | Gol                          | Mistrzostwa Narodów Afryki 2020                 |
| 6.                           | 04.09.2019                   | Dżibuti                      | Dżibuti                      | Eswatini                     | 2:1                          | Gol                          | Mistrzostwa Świata 2022 – eliminacje strefy CAF |
| 7.                           | 10.09.2019                   | Manzini                      | Eswatini                     | Dżibuti                      | 0:0                          |                              | Mistrzostwa Świata 2022 – eliminacje strefy CAF |
| 8.                           | 09.10.2019                   | Dżibuti                      | Dżibuti                      | Gambia                       | 1:1                          |                              | Puchar Narodów Afryki 2021 – kwalifikacje       |
| 9.                           | 13.10.2019                   | Bakau                        | Gambia                       | Dżibuti                      | 1:1 k. 3:2                   | Gol                          | Puchar Narodów Afryki 2021 – kwalifikacje       |
| 10.                          | 23.11.2019                   | Dżibuti                      | Dżibuti                      | Mauritius                    | 3:0                          | Gol                          | Mecz towarzyski                                 |
| 11.                          | 07.12.2019                   | Kampala                      | Dżibuti                      | Somalia                      | 0:0                          |                              | Puchar CECAFA 2019                              |
| 12.                          | 11.12.2019                   | Kampala                      | Burundi                      | Dżibuti                      | 1:2                          | Gol · Gol                    | Puchar CECAFA 2019                              |
| 13.                          | 13.12.2019                   | Kampala                      | Erytrea                      | Dżibuti                      | 3:0                          |                              | Puchar CECAFA 2019                              |
| 14.                          | 15.12.2019                   | Kampala                      | Uganda                       | Dżibuti                      | 4:1                          |                              | Puchar CECAFA 2019                              |
| 15.                          | 15.06.2021                   | Rabat                        | Dżibuti                      | Niger                        | 1:0                          |                              | Mecz towarzyski                                 |
| 16.                          | 23.06.2021                   | Doha                         | Liban                        | Dżibuti                      | 1:0                          |                              | Puchar Narodów Arabskich 2021                   |
| 17.                          | 02.09.2021                   | Al-Bulajda                   | Algieria                     | Dżibuti                      | 8:0                          |                              | Mistrzostwa Świata 2022 – eliminacje strefy CAF |
| 18.                          | 06.09.2021                   | Rabat                        | Dżibuti                      | Niger                        | 2:4                          |                              | Mistrzostwa Świata 2022 – eliminacje strefy CAF |
| 19.                          | 12.11.2021                   | Kair                         | Dżibuti                      | Algieria                     | 0:4                          |                              | Mistrzostwa Świata 2022 – eliminacje strefy CAF |
| 20.                          | 15.11.2021                   | Niamey                       | Niger                        | Dżibuti                      | 7:2                          |                              | Mistrzostwa Świata 2022 – eliminacje strefy CAF |
| 21.                          | 23.03.2022                   | Aleksandria                  | Dżibuti                      | Sudan Południowy             | 2:4                          |                              | Puchar Narodów Afryki 2023 – kwalifikacje       |
| 22.                          | 27.03.2022                   | Entebbe                      | Sudan Południowy             | Dżibuti                      | 1:0                          |                              | Puchar Narodów Afryki 2023 – kwalifikacje       |

## Sukcesy
Sukcesy w karierze klubowej:

### AS Ali Sabieh Djibouti Télécom
- Wicemistrzostwo Dżibuti (1×): 2019/2020